# 32
Het jaar 32 is het 32e jaar in de 1e eeuw volgens de christelijke jaartelling.

## Gebeurtenissen

### Italië
- In Rome heerst een voedseltekort door misoogsten, landinwaarts ontstaan er in de steden opstanden.
- Drusus Julius Caesar wordt beschuldigd van een samenzwering tegen keizer Tiberius en in een kerker opgesloten.

## Geboren
- Ban Chao, Chinese veldheer (overleden 102)
- 28 april - Marcus Salvius Otho, keizer van het Romeinse Keizerrijk (overleden 69)

## Overleden
- Lucius Calpurnius Piso, Romeins consul en adviseur van keizer Augustus